# 阿里亚娜·兴斯特
阿里亚娜·兴斯特（德語：Ariane Hingst，1979年7月25日—），德国女子足球运动员，场上位置后卫和中场。她曾代表德国国家队参加2000年、2004年和2008年夏季奥林匹克运动会足球比赛，获得三枚铜牌。